# Phyllophaga snowi
Phyllophaga snowi är en skalbaggsart som beskrevs av Saylor 1940. Phyllophaga snowi ingår i släktet Phyllophaga och familjen Melolonthidae. Inga underarter finns listade i Catalogue of Life.